# La dona de vermell
La dona de vermell (títol original: The Woman in Red) és una comèdia americana dirigida i interpretada per Gene Wilder, estrenada l'any 1984. Ha estat doblada al català.

## Argument
Teddy Pierce (Gene Wilder) és un home aparentment feliç: té una bona esposa, fills, amics i un bon lloc de treball en una agència de publicitat. De camí al seu treball, Teddy es creua amb Charlotte (Kelly LeBrock), una dona vestida de vermell de la s'enamora immediatament i descobreix que és la model seleccionada per la seva agència per a una nova campanya. A partir d'aquell moment, el somni de Teddy serà tenir una aventura amb ella. Problema: Teddy està casat.

## Repartiment
- Gene Wilder: Teddy Pierce
- Charles Grodin: Buddy
- Joseph Bologna: Joey
- Judith Ivey: Didi Pierce
- Michael Huddleston: Mikey
- Kelly Le Brock: Charlotte
- Gilda Radner: Ms. Milner

## Al voltant de la pel·lícula
- La pel·lícula deu una part de la seva notorietat a la banda original de la pel·lícula composta per Stevie Wonder. Mentre treballa sobre les composicions originals del llarg metratge, Wonder hi afegeix una cançó en la qual treballa intensament des de fa diversos anys. La cançó en qüestió, I Just Called to Say I Love You, aconsegueix l'Oscar a la millor cançó original i és un dels més grans èxits de la seva carrera.[3]
- La pel·lícula és un remake d' Un éléphant, ça trompe énormément d' Yves Robert.
- La dona de vermell és igualment un dels primers llargs metratges a ser classificat PG-13 als Estats Units.